# V518 Андромеды
V518 Андромеды (лат. V518 Andromedae) — двойная затменная переменная звезда типа W Большой Медведицы (EW) в созвездии Андромеды на расстоянии приблизительно 2562 световых лет (около 785 парсеков) от Солнца. Видимая звёздная величина звезды — от +13,64m до +13,19m. Орбитальный период — около 0,3611 суток (8,6675 часов).

## Характеристики
Первый компонент — жёлтый карлик спектрального класса G. Радиус — около 1,36 солнечного, светимость — около 1,92 солнечной. Эффективная температура — около 5822 K.
Второй компонент — жёлтый карлик спектрального класса G.